# سيفتازيديم/أفيباكتام
سيفتازيديم/أفيباكتام Ceftazidime/avibactam (CAZ-AVI) هو مزيج من المضادات الحيوية يحتوي على السيفتازيديم , الأفيباكتام.
- السيفتازيديم: هو مركب من السيفالوسبورينات الجيل الثالث نصف صناعي مضاد لمجال واسع من الجراثيم سلبية الغرام، بما فيها الزائفة الزنجارية، ولبعض الجراثيم إيجابية الغرام.[4]
- أفيباكتام: هو دواء[5] من المضادات الحيوية غير - البيتا لاكتام يعتبر من مثبطات البيتالاكتاماز. الدواء سيفتازيديم/أفيباكتام تمت الموافقة لاستخدامه في الولايات المتحدة في فبراير 2015،[6] ويباع تحت اسم العلامة التجارية Avycaz/zaficefta، وتسويقها من قبل شركة الرغن Allergan.

## الاستعمال الطبي
يستخدم هذا العلاج في الالتهابات البكتيرية. تم تطوير السيفنازيديم-أفيباكتام كعلاج معين لعلاج الالتهابات الناتجة من الجراثيم (-) المقاومة للأدوية المتعددة. يستخدم السيفنازيديم / أفيباكتام لعلاج التهابات البطن الداخلية المعقدة(cIAI) وفي هذه الحالات يتم استخدامه بالاشتراك مع ميترونيدازول الحاد، والذي يوفر القضاء على مسببات الأمراض اللاهوائية. كما انه يستخدم لعلاج التهابات المسالك البولية الحادة (cUTI)، بما في ذلك التهاب الحويضة والكلية الحاد (AP)، في المرضى البالغين. كما هو الحال مع جميع مضادات الجراثيم الأخرى، السيفنازيديم / أفيباكتام ينبغي أن يستخدم فقط لعلاج الالتهابات التي ثبت أو يشتبه بقوة في أنها تسببها البكتيريا الحساسة لتجنب تطويرها لتصبح جراثيم مقاومة للأدوية.
طيف السيفتازيديم-أفيباكتام المضاد للبكتيريا يشمل تقريبا جميع المعويات، بما في ذلك السلالات المقاومة للسيفنازيديم. نشاط السيفنازيديم-أفيباكتام ضد العوامل الهامة المسببة للأمراض بالمستشفى  الزائفة الزنجارية  المتغيرة، وذلك بسبب وجود احتمال لآليات مقاومة للمقاومة الأخرى بالإضافة إلى إنتاج البيتا لاكتاماز.

### العدوى البطنية المعقدة[9]
تكمن الاحتمالات العلاجية للعدوى البطنية المعقدة في حالة غياب و خطر البكتيريا متعددة المقاومة هو مزيج ثابت من بيبيراسيلين +/- أميكاسين (لمدة 2 إلى 3 أيام) ولمدة إجمالية تبلغ 10 أيام، في حال وجود خطر لظهور بكتيريا متعددة المقاومة، يعتمد العلاج على الكاربابينيم +/- أميكاسين (لمدة 2 إلى 3 أيام) ولمدة علاج إجمالية تبلغ 15 يوم.  
البدائل في حال وجود حساسية تجاه البيتا لاكتامات هي: 
- سيبروفلوكساسين + أميكاسين + ميترونيدازول + فانكوميسين
- أو أزتريونام + أميكاسين + ميترونيدازول + فانكوميسين

في ضوء المعطيات السريرية، ونظرًا للمقاومة الطبيعية للمعويات (Enterococci) والبكتيريا اللاهوائية (بما في ذلك Bacteroides وClostridium) في هذا النوع من العدوى وفي سياق عدوى مكتسبة داخل المستشفى، يمكن استخدام ZAVICEFTA بالاشتراك مع الميترونيدازول كخيار علاجي في حالات العدوى داخل البطن المعقدة الناتجة عن أنواع موثقة من  البَكتيريات الأمعائيَّة المنتجة للـ ESBL أو الزَّائِفَةُ اللَّوْنَاء.

### الالتهاب الرئوي المكتسب في المستشفى
في حال تشخيص الالتهاب الرئوي المكتسب في المستشفى، يجب البدء بالعلاج بالمضادات الحيوية بشكل احتمالي دون انتظار نتائج الفحوصات الميكروبيولوجية (مع بعض الاستثناءات).
اختيار العلاج الاحتمالي بالمضادات الحيوية يعتمد أساسًا على وقت بداية الالتهاب (الالتهاب الرئوي المبكر أو المتأخر)، وجود عوامل خطر للبكتيريا المقاومة للعديد من الأدوية، ووجود علاج مضاد حيوي سابق.
تشير النتائج الأولية لدراسة خصائص Zaficefta الدوائية والاختبارات السريرية مع سيفتازيديم فقط إلى أنه قد يُعرض كعلاج للالتهاب الرئوي المكتسب في المستشفى الناتج عن البَكتيريات الأمعائيَّة المنتجة للـ ESBL أو الزَّائِفَةُ اللَّوْنَاء الحساسة.

## آلية العمل
زيادة مقاومة السيفالوسبورين بين الجراثيم - (-) المسببات للأمراض البكتيرية، وخاصة من العدوى المكتسبة من المستشفيات، والتي تتسبب في جزء من إنتاج انزيمات البيتا لاكتاماز التي تنشط هذه المضادات الحيوية. في حين أن المشاركة في إعطاء مثبط البيتا لاكتاماز يجعل من الممكن استعادة السيفالورسبورين النشاط المضاد البكتيري، تم الإثبات في السابق أن مثبطات البيتا لاكتاماز مثل تازوباكتام وحمض الكلافولانيك لا تثبط أصناف هامة من البيتا لاكتاماز بما في ذلك الكلبسيلة الرئوية  carbapenemases و (KPCs)، البيتا لاكتامات - الفلزية، وAmpC. أفيباكتام يمنع (KPCs، AmpC)، وبعض اصناف دي لاكتامات، ولكنه ليس فعال ضد اللاكتامات الفلزية..

## الآثار الجانبية والتفاعلات
ردود الفعل السلبية الأكثر شيوعا، وتحدث في 5% أو أكثر من المرضى المتعاطين السيفتازيديم / الأفيباكتام خلال المرحلة الثانية من التجارب السريرية كانت اضطرابات الجهاز الهضمي (القيء والغثيان والإمساك وآلام في البطن)، الدم زيادة الفوسفاتيز القلوية زيادة ناقلات الأنين، والدوخة والقلق.